# Henryk von Dobien
Henryk von Dobien, także Henricus de Dobin, Dybun (urodz.?, zm. po 1309) – komtur grudziądzki w latach 1288–1289, komtur bałgijski w latach 1289–1292, komtur toruński w latach 1302–1309.

## Życiorys
Henryk wywodził się najprawdopodobniej z rodziny szlacheckiej osiadłej w Dobien, obecnie dzielnicy Wittenbergi.
Do Prus Henryk von Dobien przybył około roku 1281. Przyjmuje się, że na początku swojego pobytu w Prusach związany był z królewieckim konwentem jako zwykły rycerz zakonny. Jesienią 1287 roku, podczas walk z Litwinami dał się poznać jako zdolny dowódca. W Królewcu przebywał do lata roku 1288, kiedy to objął urząd komtura Grudziądza. Po upływie blisko sześciu miesięcy, w lutym1289 roku, awansował na komtura Bałgi. W roku 1292 Henryk von Dobien opuścił stanowisko przełożonego tego jednego z najważniejszych z komturstw w Prusach, a jego dotychczasowa szybka kariera w zakonie krzyżackim załamała się. Na wyżyny krzyżackiej elity urzędniczej powrócił dopiero w roku 1302. Zastąpił on wtedy, na wakującym urzędzie komtura Torunia, mianowanego w tym czasie na mistrza prowincji pruskiej Konrada Sacka.
Źródła podają, że w Miliczu podczas bliżej nieokreślonej podróży, Henryk von Dobien został napadnięty i podczas walki poważnie raniony. Siepaczy miał na komtura toruńskiego nasłać sam król polski Władysław Łokietek. Henryk von Dobien już nigdy nie wrócił do pełni sprawności fizycznej i w tym można upatrywać przyczyny jego ustąpienia z funkcji preceptora toruńskiego konwentu.